# Physoconops cubanus
Physoconops cubanus är en tvåvingeart som beskrevs av Michael J. Parsons 1940. Physoconops cubanus ingår i släktet Physoconops och familjen stekelflugor.
Artens utbredningsområde är Kuba. Inga underarter finns listade i Catalogue of Life.